# Roll with It
Singles de Oasis
Some Might Say
(1995) Morning Glory
(1995)
Roll With It est une chanson du groupe anglais Oasis. C'est également le second single issu de leur second album, (What's the Story) Morning Glory?, sorti en 1995. Le single a atteint la deuxième position dans les charts britanniques. C'est le premier single du groupe avec le batteur Alan White.

## La Bataille de la Britpop
Roll With It a reçu beaucoup d'attention lorsque Food Records, le label de Blur, a repoussé la date de sortie originale du single Country House pour entrer en compétition avec les ventes de Roll With It, déclenchant ce qui allait être connu sous le nom de « Bataille de la Britpop ». L'emballement médiatique était alimenté par des attaques verbales provenant des deux camps respectifs (en particulier Noel et Liam Gallagher, Damon Albarn et Alex James), et s'étendait au-delà de l'industrie musicale au point où les deux groupes étaient régulièrement mentionnés dans les journaux télévisés du soir. Cette opposition était également exacerbée dans les médias par le contraste entre la classe ouvrière représentée par Oasis, et la classe moyenne représentée par Blur. Finalement, Country House s'est vendu à 274 000 exemplaires contre 216 000 exemplaires pour Roll With It. Les singles sont ainsi arrivés respectivement aux première et deuxième positions au Royaume-Uni,.

## Top of the Pops
Lorsque Oasis a interprété Roll With It en playback à la célèbre émission anglaise Top of the Pops, les frères Gallagher ont changé leurs rôles. Liam faisant semblant de jouer de la guitare et Noel faisant semblant de chanter (muni du tambourin de Liam).

## Liste des titres
- CD Single International

1. Roll With It - 4:00
2. It's Better People - 3:59
3. Rockin' Chair - 4:36
4. Live Forever (Live à Glastonbury le 23 juin 1995) - 4:40

- Vinyle 7"

1. Roll With It - 4:00
2. It's Better People - 3:59

- Vinyle 12"

1. Roll With It - 4:00
2. It's Better People - 3:59
3. Rockin' Chair - 4:36

- Cassette

1. Roll With It - 4:00
2. It's Better People - 3:59

- CD Single  HES 662325-5

1. Roll With It
2. Talk Tonight
3. Acquiesce
4. Headshrinker